# Richard Hidalgo
Richard José Hidalgo (* 28. Juni 1975 in Caracas) ist ein ehemaliger venezolanischer Baseballspieler in der Major League Baseball (MLB).
1998 kam er als Rookie in die MLB, wo er bis 2000 für die Houston Astros spielte.
2001 bis 2002 spielte  Hidalgo bei den Philadelphia Phillies. Dort bekam er zweimal in Folge die Auszeichnung Gold Glove (Bester Feldspieler der Liga an seiner Position) verliehen. 2004 spielte er bei den New York Mets. Die letzte Station seiner Karriere in der MLB  waren die Texas Rangers, wo er 2005 spielte. Für 2006 hatte er einen für die Minor Leagues gültigen Vertrag bei den Baltimore Orioles unterschrieben. Die Orioles kamen jedoch noch vor Beginn der Saison seinem Wunsch nach Vertragsauflösung nach. Im Januar 2007 nahmen die Astros Hidalgo erneut unter Vertrag, diesmal für die Minor Leagues. Da er im Spring Training keine überzeugenden Leistungen zeigte und nicht bereit war, sich zu einem Minor League Team schicken zu lassen, lösten die Astros den Vertrag Ende 2007 wieder auf. Im April 2007 gab er das Ende seiner Profikarriere bekannt.